# Prakash Raj
Prakash Rai lub Prakash Raj (kannada: ಪ್ರಕಾಶ್ ರೈ, tamilski: பிரகாஷ்ராஜ், telugu: ప్రకాశ్ రై; ur. 26 marca 1965 w Bangalore) – indyjski aktor występujący przede wszystkim w przemyśle filmowym Tollywoodu. Także producent filmowy w Tollywoodzie i Kollywoodzie.
Prakash Raj urodził się w okręgu Dakshina Kannada na południu stanu Karnataka. Ojczystymi językami matki były tulu i kannada. Ze względu na oferty filmowe osiadł w Ćennaj (Madras). Gra w filmach realizowanych w językach kannada, tamilskim, malajalam, telugu i hindi. Jego nazwisko – 'Prakash Rai'- zmieniono podczas debiutu w kannada filmie 'Duet' na 'Prakash Raj'.

## Filmografia

### Hindi
- Ramajana (2007)
- Shart: The Challenge (2004)
- Mundur (2004) – ACP Naidu
- Shakti: The Power (2002)
- Little John (2001)

### Telugu
- Chirutha (2007)
- Munna (2007)
- Jagadam (2007) – gościnnie – oficer policji
- Rakhi (2006)
- Khatarnak (2006)
- Sainikudu (2006) – Mondi Nani
- Stalin (2006) – Muddu Krishniah, minister spraw wewnętrznych
- Bommarillu (2006) – Aravind
- Ashok (2006)
- Vikramarkudu (2006)
- Wojownik (2006) – Ali Bhai
- Poszukiwany (2005) – CBI śledczy Anjaneya Prasad
- Andarivadu (2005)
- Bhadra (2005)
- Athanokkade (2005)
- Subhash Chandra Bose (2005)
- Bunny (2005)
- Chakram (2005)
- Nuvvostanante Nenoddantana (2005) – Prakash
- MassMass (2004)
- ArjunArjun (2004)
- Sri Anjaneyam (2004)
- Yagnam (2004)
- Samba (2004)
- Varsham (2004) – Ranga Rao
- Shivamani 9848022338 (2003)
- Tagore (2003)
- Nijam (2003) – oficer CBI
- Amma Nanna O Tamila Ammayi (2003)
- Gangotri (2003)
- Idiot (2003)
- Okkadu (2003)
- Dil (2003 film) (2003)
- Khadgam (2002)
- BobbyBobby (2002)
- Nuvve Nuvve (2002)
- Indra (film) (2002)
- Badri (2001)
- Nuvvu Naaku Nachav (2001)
- Murari (2001)
- Azad (film) (2000)
- Raja Kumarudu (1999)
- Anthah Puram (1999)
- Sneham Kosam (1999)
- Choodalani Vundi (1998)

### Malajalam
- Indraprastham
- The Prince
- Oru Yathramozhi
- Pandipada

### Tamilski
- Sivamayam (2008)
- Ellam Avan Seyal (2008)
- Saroja (2008)
- Abhiyum Naanum (2008)
- Kanchipuram (2008)
- Fusekattai Ramasamy (2008)
- Arai Enn 305-il Kadavul (2008)
- Pulan Visaranai II (2008)
- Santosh Subramaniam (2008)
- Velli Thirai (2008)
- Bheema (2008)
- Kanna (2007)
- Arya (2007)
- Veerappu (2007)
- Vyapari (2007)
- Mozhi (2007)
- Lee (2007)
- Wojownik (2007) – Ali Bhai
- Thiruvilayadal Arambam (2006)
- Poi (2006)
- Vathiyar (2006)
- Vettaiyaadu Vilaiyaadu (2006)
- Perarasu (2006)
- Aran (2006)
- Parijatham (2006)
- Idhaya Thirudan (2005)
- Saravana (2006)
- Aadhi (2006)
- Paramasivan (2006)
- Sivakasi (2005)
- Anniyan (2005) – oficer policji
- Ayya (2005)
- Arinthum Ariyamalum (2005)
- Amudhe (2005)
- Azhagiya Theeye (2004)
- Vasool Raja MBBS (2004)
- M. Kumaran son of Mahalakshmi (2004)
- Ghilli (2004)
- Giri (2004)
- Dhaya (2004)
- Kadhal Sadugudu (2003)
- Naam (2003)
- Little John (2002)
- Vaanavil (2002)
- Vanchinathan (2002)
- Całus w policzek (2002) – Dr. Herold Vikramsinghe
- Kadhal Azhavitillai (2002)
- Sokkathangam (2002)
- I Love You Daa (2002)
- Alli Thanda Vaanam (2001)
- Dhosth (2001)
- Appu (2000)
- Chinna Chinna Kannile (2000)
- Anthappuram (1999)
- Padayappa (1999)
- Gurupaarvai (1998)
- Raasi (1998)
- Minsara Kanavu (1997)
- Iruvar (1997)
- Nerruku Ner (1997)
- Pathini (1997)
- Nandhini (1997)
- Vidukadhai (1997)
- Kalki (1996)
- Aasai (1995)
- Bombaj (1995)
- Duet(1994)

### Kannada
- Raajakumara (2017)
- Ajay (2006)
- Bimba (2005)
- Atithi (2004)
- Preeti Prema Pranaya (2003)
- Yaare Neenu Cheluve (2001)
- Z (2000)
- Shanthi Shanthi Shanthi (1999)
- Kansalu Neene Manasalu Neene (1999)
- Nagamandala (1998)
- Nishkarsha (1995)
- Lockup Death (1995)
- Harakeya Kuri (1993)
- Raamachari (1991)
- Anukoolakkobba Ganda (1991)

#### Seriale TV
- Guddada Bhoota
- Aasegalu Nooraaru
- Bisilukudure
- Namma Nammalli
- Kaiyalavu Manasu (Tamil)
- Sahana (Tamil)

### Producent
- Andhapuram
- Daya
- Naam
- Azhagiya Theeye
- Kanda Naal Mudhal
- Poi
- Mozhi
- Vellai Thirai
- Abhiyum Naanum
- Mayilu